# Libel de sang

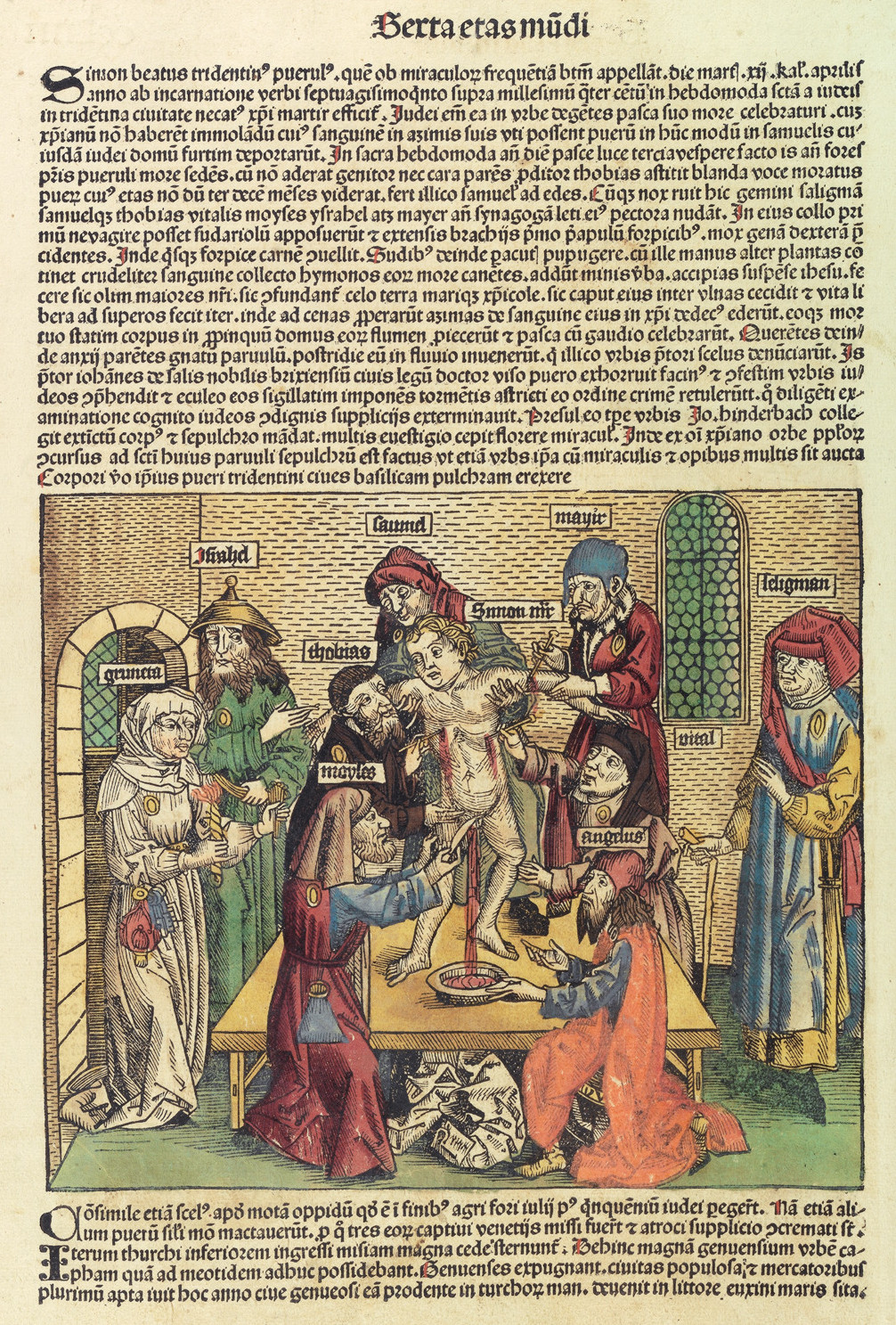
Història de Sant Simó de Trento segons la Crònica del Món de Hartmann Schedels (1493)

Els libels de sang són acusacions falses i difamatòries cap a una persona o grup de cometre sacrificis humans, sovint acompanyada per l'afirmació que la sang de les víctimes s'utilitza en diversos rituals o actes de canibalisme.
Els libels de sang o difamació d'assassinat ritual (també acusació de sang) són al·legats antisemites que acusa falsament els jueus d'assassinar nens cristians per utilitzar la seva sang en la realització de rituals religiosos.Històricament, fent ressò de mites molt antics de pràctiques cultuals secretes en moltes societats prehistòriques, l'afirmació tal com es fa contra els jueus, poques vegades es va testimoniar a l'antiguitat. No obstant això, es va lligar amb freqüència a les primeres comunitats de cristians de l'Imperi Romà, ressorgint com una acusació cristiana europea contra els jueus en el període medieval. Aquesta difamació —juntament amb les de l'enverinament dels pous i la profanació de les hòsties— es va convertir en un tema important de la persecució dels jueus a Europa des d'aquell període fins als nostres dies.
Els casos més ben documentats són les acusacions d'assassinats de nens per jueus, una tradició que prové generalment de l'Europa cristiana medieval, a partir del segle xii. L'esquema narratiu és que un nen cristià era segrestat, torturat fent-li passar els mateixos martiris que Crist (se'ls fuetejava, coronova d'espines o se'ls crucificava) i mort. L'antisemitisme imperant feia que s'acusessin els jueus d'aquesta mort, fins i tot en casos on no hi havia hagut cap víctima. En alguns casos, el nen mort va començar a ésser venerat com a màrtir i a rebre culte oficial. A partir de 1965, en demostrar-se la falsedat de la història o la inexistència de les persones, el culte tradicional ha estat suprimit.
En són exemples els casos, demostrats falsos, dels nens que foren venerats com a sants:
- Guillem de Norwich (Anglaterra, 1144)
- Harold de Gloucester (Anglaterra, 1168)
- Robert de Bury (Suffolk, Anglaterra, 1181)
- Domènec del Val (Aragó, 1250, però amb culte originat al segle xvi)
- Huguet de Lincoln (Anglaterra, 1255)
- Werner d'Oberwesel (Renània, Alemanya, 1286)
- Rodolf de Berna (Suïssa, 1294)
- el Nen de Sepúlveda (Castella, 1468), mai no va tenir culte
- el Sant Nen de La Guardia (Castella, 1480)
- Andreas Oxner (Àustria, 1462)
- Simó de Trent (Itàlia i Alemanya, 1475)
- Gavriil Zabludowski (o Belostokski) (Belarús, 1690).

Un cas diferent pot ser l'anomenat Assumpte Hilsner (1899).